# Gabinete Leygues
O Gabinete Leygues foi o ministério formado por Georges Leygues em 24 de setembro de 1920 e dissolvido em 07 de janeiro de 1921. Foi o 67º gabinete da Terceira República Francesa, sendo antecedido pelo Gabinete Millerand II e sucedido pelo Gabinete Briand VII.

## Contexto
O governo de Georges Leygues foi formado após a renúncia do Presidente do Conselho de Ministros anterior, Alexandre Millerand, que foi eleito Presidente da República em 23 de setembro de 1920. Leygues reconduziu o gabinete anterior em sua totalidade - um "gabinete Millerand sem Millerand".  O ministro da Guerra, André Lefèvre, que discordava da redução da duração do serviço militar, demitiu-se em 16 de dezembro. Leygues foi então acusado de ser muito submisso ao Presidente Millerand e de ser brando demais com a Alemanha. Em meados de janeiro de 1921, muitos parlamentares ficaram irritados com a falta de firmeza do chefe de governo na questão das reparações de guerra alemãs.
Em 12 de janeiro de 1921, a Assembleia Nacional Francesa recusou dar seu voto de confiança ao governo, que foi forçado a renunciar. Dias depois, Aristide Briand foi nomeado como Presidente do Conselho pela sétima vez.

## Composição
- Presidente da República: Alexandre Millerand
- Presidente do Conselho de Ministros: Georges Leygues
- Ministro dos Estrangeiros: Georges Leygues
- Ministro da Justiça: Gustave Lhopiteau
- Ministro do Interior: Théodore Steeg
- Ministro da Guerra: André Lefèvre (1920); Flaminius Raiberti (1920-1921)
- Ministro das Finanças: Frédéric François-Marsal
- Ministro da Marinha: Adolphe Landry
- Ministro da Instrução Pública e Belas Artes: André Honnorat
- Ministro das Obras Públicas: Yves Le Trocquer
- Ministro da Agricultura: Joseph-Honoré Ricard
- Ministro do Comércio e Indústria: Auguste Isaac
- Ministro das Colônias: Albert Sarraut
- Ministro do Trabalho: Paul Jourdain
- Ministro das Pensões, Bônus e Subsídios de Guerra: André Maginot
- Ministro das Regiões Libertadas: Émile Ogier
- Ministro da Higiene, Assistência e Segurança Social: Jules-Louis Breton

## Realizações
- Criação das pastas de "Comissário Geral do Petróleo e Gasolina" e "Comissário Geral das Tropas Negras".